# Inclusión fluida

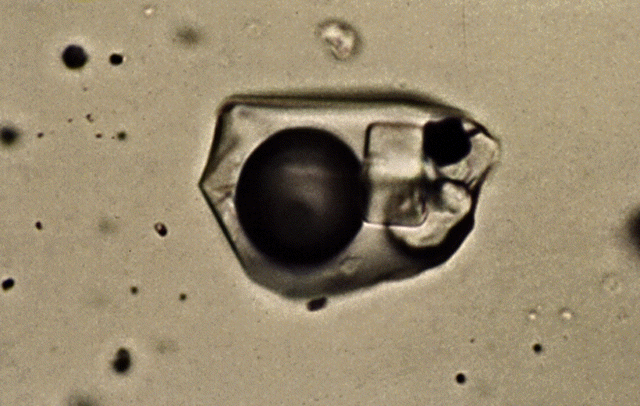
Inclusión fluida del diámetro de un pelo humano.

Las inclusiones fluidas (inclusiones de fluidos, del término original en Inglés: "fluid inclusion) son fluidos que se encuentran atrapados dentro de un mineral con estructura cristalina. Ocurren en cristales que se forman a partir de fluidos (por ejemplo agua o magma) y no suelen sobrepasar 0.1 mm de diámetro. Según sus orígenes se pueden distinguir tres tipos de inclusiones fluidas: 
- Primarias: Estas inclusiones se forman durante el crecimiento del cristal y pueden ocurrir aisladas, en pequeños grupos de inclusiones fluidas sin orientación particular o alineadas paralelamente a las zonas de crecimiento del cristal.[2]
- Secundarias: Se forman en fracturas en cristales que han sido penetradas por fluidos para luego sellarse mediante la autorreparación del cristal. Ocurren como lineamientos de inclusiones que llegan a tocal la superficie del cristal e incluso a veces continuar en cristales aledaños.[2]
- Seudosecundarias: Se trata de inclusiones que por sus lineamientos parecen secundarias aunque en realidad se trata de inclusiones primarias. Se les considera un subgrupo de las inclusiones primarias.[2]

De las inclusiones fluidas se puede obtener información como la temperatura y presión a la cual se formó el mineral que contenedor además del tipo se fluido del cual se formó y la densidad de tal fluido.